# Hakonechloa
Hakonechloa là một chi thực vật có hoa trong họ Hòa thảo (Poaceae).

## Loài
Chi Hakonechloa gồm các loài: